# Claude Abadie
Claude Abadie (París, 16 de enero de 1920-Suresnes, 29 de marzo de 2020) fue un jazzista, clarinetista y líder de banda francés.

## Biografía
Nació en enero de 1920 en París. Estuvo interesado en el jazz de Nueva Orleans y el jazz de Chicago desde una temprana edad, y formó su propia banda en 1941 para tocar en un estilo de Dixieland; Boris Vian tocó en el grupo desde 1943. Pronto, la banda de Abadie incluyó a Claude Luter, Jef Gilson, Raymond Fol y Hubert Fol. Fundó una nueva banda en 1949, la cual incluyó a Jean-Claude Fohrenbach y Benny Vasseur, pero dejó la música en 1952, sin regresar a los escenarios hasta 1963. En 1965 formó una banda más grande para tocar jazz contemporáneo; entre sus compañeros estaba Paul Vernon.
Cumplió cien años en enero de 2020 y falleció en marzo de ese año.